# گریگوری ویگنال
گریگوری ویگنال (انگلیسی: Grégory Vignal؛ زادهٔ ۱۹ ژوئیهٔ ۱۹۸۱) بازیکن فوتبال بازنشسته اهل فرانسه است. وی در خط دفاع بازی می‌کرد و در حال حاضر مربی آکادمی جوانان رنجرز است.
از باشگاه‌هایی که در آن بازی کرده‌است می‌توان به باشگاه فوتبال مون‌پلیه، باشگاه فوتبال آترومیتوس، باشگاه فوتبال بیرمنگام سیتی، باشگاه فوتبال لیورپول، باشگاه فوتبال پورتسموث، باشگاه فوتبال داندی یونایتد، باشگاه فوتبال لن، باشگاه فوتبال رن، باشگاه فوتبال رنجرز، باشگاه فوتبال ساوت‌همپتون، باشگاه فوتبال اسپانیول، باشگاه فوتبال کایزرسلاوترن، و باشگاه فوتبال باستیا اشاره کرد.
وی همچنین در تیم‌های ملی فوتبال زیر ۲۰ سال فرانسه زیر ۲۱ سال فرانسه بازی کرده‌است.